# Leah Remini
Leah Marie Remini, född 15 juni 1970 i Brooklyn i New York, är en amerikansk skådespelare och programledare.

## Biografi
Remini växte upp i Brooklyn men flyttade 13 år gammal med sin mor till Los Angeles, där hon några år senare började verka som skådespelare,  främst inom televisionen. Efter debuten i ett avsnitt av serien Head of the Class 1988 medverkade hon i alla 12 avsnitten av serien Living Dolls (1989) med bland andra Halle Berry. Efter ett flertal roller i enstaka avsnitt av olika serier och tv-filmer fick hon en av huvudrollerna i serien Fired Up (1997), följt av det stora genombrottet som Carrie Heffernan i Kungen av Queens (1998–2007). Under 2010–2011 var hon en av programledarna i CBS:s pratshow The Talk. 2014 fick hon sin egen pratshow, Leah Remini: It's All Relative på TLC.

### Scientologi-kontroverser
Sedan åtta års ålder har hon genom sin mors inträde varit medlem i Scientologikyrkan och dess högsta gren, Sea Org. Efter att genom åren kraftfullt försvarat kyrkan mot kritiker ledde olika händelser till att hon 2013 valde att lämna hela organisationen och i stället arbeta för att avslöja oegentligheter och missförhållanden inom dess verksamheter. Detta väckte stor uppmärksamhet och ledde till hot och smutskastning från kyrkan, inte minst då hon offentligt ifrågasatte varför ledaren David Miscaviges fru sedan 2007 plötsligt aldrig synts till i några sammanhang, efter att tidigare alltid varit aktiv vid sin makes sida i alla offentliga aktiviteter. Det ledde till att hon efter undersökningar gjorde en polisanmälan om försvunnen person, vilket polisen två dagar senare avvisade, då de sade sig ha träffat hustrun i hemmet.
I november 2015 gav hon i USA ut den självbiografiska boken Troublemaker om sitt liv inom och efter scientologin. Den 29 oktober 2015 sände även amerikanska tv-bolaget ABC en lång intervju med henne om dessa ämnen i programmet 20/20.